# КК Партизан сезона 1988/89.
У сезони 1988/89. Партизан је по трећи пут освојио Куп Радивоја Кораћа и Куп Југославије против Југопластике.

## Куп Радивоја Кораћа[2]

### 1. коло
| Место   | Клуб     | Резултат | Клуб     |
| ------- | -------- | -------- | -------- |
| Софија  | Левски   | 96:90    | Партизан |
| Београд | Партизан | 128:79   | Левски   |

- Укупним резултатом 218:175 Партизан се квалификовао у групну фазу.

### Група А
|    | Team         | Pld | Pts | W | L | PF  | PA  | PD  |
| -- | ------------ | --- | --- | - | - | --- | --- | --- |
| 1. | Партизан     | 6   | 12  | 6 | 0 | 536 | 498 | +38 |
| 2. | Варезе       | 6   | 9   | 3 | 3 | 504 | 480 | +24 |
| 3. | Маријембург  | 6   | 8   | 2 | 4 | 536 | 575 | -39 |
| 4. | Естудијантес | 6   | 7   | 1 | 5 | 505 | 528 | -13 |

### Полуфинале
| Место   | Клуб     | Резултат | Клуб     |
| ------- | -------- | -------- | -------- |
| Београд | Партизан | 75:63    | Задар    |
| Задар   | Задар    | 84:88    | Партизан |

- Укупним резултатом 163:147 Партизан се квалификовао у финале.

### Финале
| Место   | Клуб     | Резултат | Клуб     |
| ------- | -------- | -------- | -------- |
| Канту   | Канту    | 89:76    | Партизан |
| Београд | Партизан | 101:82   | Канту    |

- Укупним резултатом 177:171 Партизан је освојио Куп Радивоја Кораћа.